# Eupithecia biornata
Eupithecia biornata is een vlinder uit de familie spanners (Geometridae). De wetenschappelijke naam is voor het eerst geldig gepubliceerd in 1867 door Christoph.
De soort komt voor in Europa.